# Archidiecezja Bolonii
Archidiecezja Bolonii (łac. Archidiœcesis Bononiensis) – archidiecezja Kościoła rzymskokatolickiego we Włoszech, w regionie kościelnym Emilia-Romania.
Została erygowana jako diecezja w III wieku, 10 grudnia 1582 została podniesiona do rangi archidiecezji.

## Główne świątynie
- Archikatedra: Katedra Świętego Piotra w Bolonii
- Bazyliki mniejsze:
  - Bazylika św. Petroniusza w Bolonii
  - Bazylika św. Stefana w Bolonii
  - Bazylika kolegiacka Matki Bożej Większej w Bolonii
  - Bazylika Matki Bożej od św. Łukasza w Bolonii
  - Bazylika św. Błażeja w Cento
  - Bazylika św. Dominika w Bolonii
  - Bazylika św. Franciszka w Bolonii
  - Bazylika św. Marcina w Bolonii
  - Bazylika św. Pawła Większego w Bolonii
  - Bazylika św. Antoniego z Padwy w Bolonii
  - Bazylika Matki Bożej od Serwitów w Bolonii
  - Bazylika świętych Bartłomieja i Kajetana w Bolonii

## Biskupi diecezjalni
- biskup diecezjalny: kard. Matteo Maria Zuppi (od 2015)